# Lingwulong
Lingwulong shenqi
Genre
Espèce
Lingwulong est un genre fossile de dinosaures sauropodes dicraeosauridés, qui vivait au Jurassique. Ses restes fossilisés ont été mis au jour dans la formation géologique de Yanan, en Chine, qui est datée à cheval sur le Jurassique inférieur et moyen, entre le Toarcien et le Bajocien, soit il y a environ entre 184,2 à 168,2 millions d'années. 
Une seule espèce est connue par quelques squelettes partiels, Lingwulong shenqi, décrite par Xu Xing et ses collègues en 2018.

## Étymologie
Le nom du genre Lingwulong se compose de Lingwu qui fait référence à la région où ont été découverts les spécimens et de Long, « dragon » en chinois mandarin. Et son nom spécifique, du chinois mandarin shenqi, « incroyable », relative à cette découverte improbable d'un dicraeosauridé du Jurassique moyen en Chine.

## Description
Les restes de Lingwulong appartiennent à 7 à 10 individus à différents stades ontogénétiques, et comprennent même des os du crâne. Dans l'ensemble, presque toute l'anatomie squelettique est connue. 
Les autapomorphies (traits uniques) qui distinguent Lingwulong des autres Diplodocoidea comprennent une ornementation très élaborée le long de la marge supérieure de la zone orbitale, un condyle occipital avec une surface articulaire transversalement large et des vertèbres dorsales antérieures avec des métapophyses légèrement tordues présentant une pseudofacette sous-circulaire à leur extrémité.
Certains traits, tels que la morphologie des métapophyses des vertèbres cervicales, semblent intermédiaires entre l'état des dicraéosauridés dérivés et l'état plésiomorphe répandu parmi les Flagellicaudata. Contrairement à la plupart des autres diplodocoïdes, qui ont un museau de forme carrée en vue dorsale, Lingwulong avait un museau en forme de U.

## Publication originale
- (en) Xu Xing, Paul Upchurch, Philip David Mannion, Paul M. Barrett, Omar R Regalado-Fernandez, Jinyou Mo, Jinfu Ma et Hongan Liu, « A new Middle Jurassic diplodocoid suggests an earlier dispersal and diversification of sauropod dinosaurs », Nature Communications, NPG, vol. 9, no 1,‎ 24 juillet 2018, p. 2700 (ISSN 2041-1723, OCLC 614340895, PMID 30042444, PMCID 6057878, DOI 10.1038/S41467-018-05128-1, lire en ligne).